# Edi Rama
Edi Rama (født 4. juli 1964) er en albansk politiker og billedkunstner, der har været Albaniens premierminister siden 2013.

## Kritik af Hoxha-styret og af Sali Berisha
Edi Rama har skarpt kritiseret såvel det tidligere Hoxha-styre som Sali Berishas styre i 1990-erne. Hoxha-styret kritiserede han for at have isoleret Albanien, for at have kørt landet i sænk økonomisk og for at have kvalt kultur- og samfundslivet og for at have forhindret en demokratisk debat.
Berisha-styret kritiserede han for vildtvoksende korruption og for dårlig ledelse af samfundet. Internationale iagttagere og repræsentanter for internationale organisationer var generelt af samme opfattelse.
Kritikken blev bekræftet af en vildtvoksende udvikling af Pyramideforetagender i 1996-1997, af deres omfattende kollaps – der førte til at de mange indskydere mistede deres penge, til at der udbrød social uro og til sidst at det udviklede sig til væbnet opstand i 1997, ikke mindst i den sydlige del af Albanien. Der var i sommeren 1997 omfattende plyndringer af våbendepoter og virksomheder, og det blev besluttet at indsætte en NATO-styrke for at sikre at der kunne afholdes parlamentsvalg under nogenlunde ordnede forhold.

## Ophold i udlandet
Han flyttede en tid til Paris for at styrke sig som kunstner, men var givetvis også tilskyndet af at være blevet overfaldet fysisk og slået næsten til døde.

## Kulturminister
Socialisternes Fatos Nano overtalte ham til at blive kulturminister. Han tog initiativ til at få afrenset og malet flere af regeringsbygningerne i Tirana og udarbejdede en omfattende analyse af den lokalpolitiske situation op mod lokalvalgene i 2000. Analysen sigtede på at venstrefløjen skulle blive styrket, herunder i hovedstaden.

## Borgmester i Tirana
I 2000 forlod han regeringen og blev valgt som borgmester i Tirana. Han har taget mange initiativer for at udvikle byen i en positiv retning. Frem til valget udviklede byen sig på det nærmeste planløst. Der var en meget stor tilstrømning af nye indbyggere fra andre dele af Albanien, infrastrukturen kunne slet ikke følge med, og der var et omfattende byggeri der ikke var godkendt af myndighederne.
Edi Rama gik straks i gang med at standse det illegale byggeri, han udvirkede at mange ejendomme blev malet, typisk i pastelfarver – og sikrede at nye byggerier i højere grad levede op til æstetiske krav. 
Han har sat gang i byplanlægningen, fået ryddet floden Lana – der løber gennem byen – for affald, og fået ryddet parken i byens centrum for illegale kiosker og caféer.
Skønt ofte kritiseret nyder Edi Rama bred anerkendelse for sin indsats. Mange borgere i Tirana anser ham for at være én af de få albanske politikere der både kan og vil gøre noget positivt for byen og for at være ubesmittet af korruption.
I 2003 blev han genvalgt som borgmester og meldte sig ind i Socialistpartiet (Partia Socialiste e Shqipërisë).

## Stillede op som partiformand for Socialistpartiet i 2003
I slutningen af året stillede han op som kandidat til valget som formand for Socialistpartiet i konkurrence med tidligere præsident Rexhep Meidani og den siddende formand (og premierminister) Fatos Nano. Fatos Nano indgik alliancer med forskellige grupper i partiet og vandt en stor sejr.

## Partiformand i 2005
Da Fatos Nano trådte tilbage som partiformand efter Socialistpartiets nederlag ved parlamentsvalget i sommeren 2005, stillede Rama igen op i konkurrence med Rexhep Meidani. Andre kandidater blev drøftet i uformelle diskussioner. Rama afviste et forslag om – at Meidani og han skulle kandidere som par – og vandt valget. Han er i øvrigt ikke medlem af Parlamentet.
Edi Rama må anses for at være en meget kompetent politiker, og han nød også støtte fra forskellige kredse i partiet, men det var ikke desto mindre overraskende at han vandt valget så klart som det var tilfældet.

## Pandeli Majko generalsekretær
Som en form for modvægt besluttede partikongressen at vælge tidligere premierminister og forsvarsminister Pandeli Majko, der blev anset for at være tæt på de kredse der havde genvalgt Fatos Nano i 2003, som ny generalsekretær.